# Superpuchar Interkontynentalny w piłce nożnej
Superpuchar Interkontynentalny (znany również pod nazwą Supercopa de Campeones Intercontinentales lub Intercontinental Supercup lub Recopa Intercontinental) - mecz piłkarski, w którym corocznie spotykali się ze sobą zwycięzcy Pucharu Interkontynentalnego z Europy i Ameryki Południowej.
Odbyły się tylko dwa turnieje, w sezonie 1968/1969 (podano rok, w którym odbyły się pierwsze mecze, aby odróżnić od drugiej edycji) oraz w 1969 roku. W pierwszej edycji została przeprowadzona seria spotkań między zdobywcami Pucharu Interkontynentalnego w różnych latach z Ameryki Południowej i planowany mecz w europejskiej strefie pomiędzy Interem Mediolan i Realem Madryt. Ponieważ hiszpański klub odmówił udziału w turnieju Inter automatycznie zakwalifikował się do finału Superpucharu. W drugiej edycji mecze odbywały się tylko w Ameryce Południowej i po tym turniej przestał istnieć.
W 1968 roku w strefie Ameryki Południowej o wyjście do finału walczyły trzy kluby - CA Peñarol, Racing Club de Avellaneda oraz Santos FC, w drugiej edycji dołączył do nich zdobywca Pucharu Interkontynentalnego w 1968 roku - Estudiantes de La Plata.
Ten trofeum przez wiele lat był zapomniany, dopiero w 2005 roku CONMEBOL przysłuchał się do próśb klubów zwycięzców Superpucharu i postanowił wliczać wyniki tego turnieju przy obliczeniu rankingu najlepszych klubów południowoamerykańskich. Od 2011 roku zmienił się system klasyfikacji klubów, według którego brane pod uwagę tylko wyniki z ostatnich 5 lat. Jednak to nie miało wpływu na decyzję o kontynuowaniu akceptacji przez CONMEBOL jako jednego z ich oficjalnych turniejów.

## Mecze o Superpuchar Interkontynentalny (1968-1969)
| Rok            | Zdobywca  | Wicemistrz     | 3 miejsce   | 4 miejsce | Zrezygnowali               |
| -------------- | --------- | -------------- | ----------- | --------- | -------------------------- |
| 1968 Szczegóły | Santos FC | Internazionale | Peñarol     | Racing    | Real Madryt                |
| 1969 Szczegóły | Peñarol   | Racing         | Estudiantes | Santos FC | Real Madryt Internazionale |